# Liste des stations de radio au Maroc
Pour un article plus général, voir Radiodiffusion au Maroc.
Cet article présente la liste des stations de radio au Maroc.
Après le quasi-monopole de la radiodiffusion de l'état Marocain, les seules radios autorisées étant la SNRT et Medi 1, le Maroc libéralise ses ondes et autorise la création de radios privées encadrées par la HACA.

## Liste des radios marocaines

### Radios publiques
La Société nationale de radiodiffusion et de télévision ou la SNRT est le service public national du Maroc :
- Radio Marocaine : depuis 1928 ; la première chaîne nationale du Maroc
- Chaîne Inter
- Chaîne Assadissa
- Radio Amazigh
- Rim Radio : la radio d'information Marocaine
- Casa FM

#### Chaînes régionales
- Radio Laâyoune
- Radio Tanger
- Radio Casablanca
- Radio Dakhla
- Radio Agadir
- Radio Fès
- Radio Oujda
- Radio Meknès
- Radio Marrakech
- Radio Tétouan

#### En projet
- Radio Rabat
- Radio Ouarzazate
- Radio Oujda
- Radio Fés

### Radios privées
- Cap Radio : cible la région nord du Maroc, le Rif, les émissions sont dans le dialecte Berbère Tarifit et en arabe dialectal (Marocain)
- Hit Radio : radio orientée vers les jeunes, musique notamment du Rap et du Hip-hop français,anglais
- Chada FM
- Luxe Radio : radio consacrée au luxe et à l'art de vivre marocain et international
- Maroc FM : propose une programmation généraliste de proximité composée de l’information, de services et de divertissement
- Med Radio : propose de la musique et informations générales
- Medi 1 Radio : radio généraliste, Medi 1 couvre tout le Maghreb
- Medina FM
- MFJ Radio : la première radio franco-marocaine destinée aux jeunes afin de lier la jeunesse française et marocaine
- Radio 2M : propose une programmation comportant des programmes musicaux, des bulletins d’information, et des émissions consacrées notamment aux centres d’intérêts de la jeunesse, à la promotion des jeunes talents, à l’actualité musicale et culturelle, aux loisirs et au sport et du basket ball surtout FIFA 23
- Radio Aswat : Elle est une station généraliste, elle privilégie l’information el les sujets de société. Elle cible les jeunes actifs de la société marocaine.
- Radio Atlantic : radio à vocation économique, fondée fin 2006. Elle a comme premier objectif le décryptage de l'information nationale marocaine.
- Radio Maghreb 24 FM : radio spécialisée dans les actualités maghrébines
- Radio Mars : propose une programmation orientée musique et actualité sportive nationale et internationale
- Radio Plus Marrakech : propose une programmation généraliste de proximité composée de l’information, de services et de divertissement
- Radio Plus Agadir : propose une programmation généraliste de proximité composée de l’information, de services et de divertissement
- Radio Sawa
- MFM Radio
- Urban Radio

### Anciennes radios
- Radio Nouaceur : ancienne radio de jazz du temps où les américains étaient stationnés au Maroc.